# SORAS
SORAS (pełna nazwa: Soap Opera Rapid Aging Syndrome) – termin używany głównie w operach mydlanych, który służy do opisania procesu szybkiego dorastania (zazwyczaj małego dziecka, rzadziej nastolatka). Postać poddana SORAS-owi po raz pierwszy pojawia się na ekranie jako małe dziecko/nastolatek, aby np. już po roku pojawić się jako osoba dorosła, grana przez innego aktora, podczas gdy wygląd i wiek pozostałej obsady nie ulega tak gwałtownej zmianie (chyba że innego dziecka/nastolatka).
Nie wszystkie dzieci/nastolatkowie zostają poddani SORAS-owi. Dla przykładu aktorka Kate Ritchie (ur. w 1978) grała w serialu Zatoka serc od 1988 do 2007 roku, kiedy to nakręcono ostatni odcinek z jej udziałem (wyemitowano go w 2008).
Istnieje także termin de-SORAS. Osoba poddana de-SORAS-owi pozostaje w tym samym wieku przez dłuższy okres, a nawet staje się młodsza.

## Przykłady
SORAS
- As the World Turns - urodzona w 1958 roku postać wraca ze szkoły medycznej w 1966, mimo że powinna mieć jedynie 8 lat.
- Moda na sukces - w 1988 Margo Lynley urodziła syna, Marka. W 2002 roku w rolę Marka wcielił się 31-letni wówczas aktor Michael Dietz; dzieci Brooke Logan - Rick (ur. 1990) i Bridget (ur. 1992) w roku 1997 zostali postarzeni do wieku nastoletniego, zaś w roku 2000 ich rolę zagrali wówczas: 19-letni Justin Torkildsen i 21-letnia Jennifer Finnigan; w 1991 na świat przyszedł CJ Garrison, syn Sally Spectry i Clarke’a Garrisona. Siedem lat później CJ był już dorosłym mężczyzną; w latach 1998–1999 Taylor Hayes została matką trójki dzieci: Thomasa oraz bliźniaczek Steffy i Phoebe. W 2004 roku Thomas skończył 18 lat, zaś bliźniaczki wchodziły w wiek nastoletni; W 2002 roku na świat przyszła druga córka Brooke, Hope. W 2010 roku rolę Hopę przejęła 22-letnia wówczas aktorka Kimberly Matula. W 2004 narodził się owoc romansu Thorne’a Forrestera i Darli Einstein - Alexandria. W 2013 Aly jest już nastolatką, zaś jej rolę gra (do 2015) Ashlyn Pearce.
- Passions - 21 czerwca 2002 Theresa Lopez-Fitzgerald Crane urodziła Ethana. 3 lata później jej syn miał 9 lat.

de-SORAS
- Simpsonowie
- Włatcy móch
- Wróżkowie chrzestni